# Stefano Volp
Stefano Volp (Espírito Santo, 28 de novembro de 1990) é um escritor, roteirista, tradutor e jornalista brasileiro. Fundador da editora Escureceu e do Clube da Caixa Preta, uma sociedade de leitura que resgata contos clássicos escritos por autores negros por meio do Catarse, plataforma de financiamento coletivo. Seu trabalho mais notório é o livro Homens pretos (não) choram, lançado em 2020 de forma independente, e relançado em 2022 pela editora HarperCollins em uma nova edição com o prefácio escrito pelo autor Jeferson Tenório e um endosso de Emicida.
Além de escrever outros livros como O Segredo das Larvas e Nunca vi a chuva, escreveu para a antologia Raízes do Amanhã (Editora Gutemberg) e organizou a coletânea de contos Mundo Invertido (Editora Wish). Escreve artigos para a Folha de S.Paulo e a Veja.
É roteirista da websérie Proteja Os Seus Sonhos, projeto constituído por três curtas-metragens, produzida em parceria com a Som Livre, Mangolab e AUR, com a participação de artistas como Conceição Evaristo, GABZ, YOÙN e Kesia Estácio.
1. ↑  «O brilho das moedas no brilho das latinhas». Folha de S.Paulo. 29 de dezembro de 2021. Consultado em 25 de janeiro de 2022
2. ↑  Riff, Agência. «Stefano Volp». Agência Riff. Consultado em 25 de janeiro de 2022
3. ↑  «Stefano Volp: "A literatura negra é riquíssima"». VEJA. Consultado em 25 de janeiro de 2022
4. ↑  «Vaquinhas on-line ganham força e viram solução para profissionais se reinventarem». Extra Online. Consultado em 25 de janeiro de 2022
5. ↑  «Stefano Volp: "É hora da gente entender que a força vem de outro lugar, e por que não da vulnerabilidade?"». Site RG – Moda, Estilo, Festa, Beleza e mais. 12 de janeiro de 2022. Consultado em 25 de janeiro de 2022
6. ↑  «Livro Raízes do amanhã da Editora Gutenberg». https://grupoautentica.com.br/. Consultado em 25 de janeiro de 2022
7. ↑  https://www.opovo.com.br. «Stranger Things | O POVO». especiais.opovo.com.br. Consultado em 25 de janeiro de 2022
8. ↑  «Folha de S.Paulo: Notícias, Imagens, Vídeos e Entrevistas». Folha de S.Paulo. Consultado em 25 de janeiro de 2022
9. ↑  «Artigo: "Elza Soares cantava sobre um país cuja voz não é ouvida"». VEJA. Consultado em 25 de janeiro de 2022
10. ↑  «Haja o que houver, Proteja Os Seus Sonhos - RAPresentando». 20 de novembro de 2020. Consultado em 25 de janeiro de 2022